# Bayerische Eishockeymeisterschaft 1923/24
Die Bayerische Eishockey-Meisterschaft 1923/24 wurde am 27. Januar 1924 auf dem Rießersee bei Garmisch ausgetragen. Bayerischer Meister wurde der SC Riessersee, dessen Eishockeyabteilung erst am 23. Dezember 1923 gegründet worden war. Viele Spieler der führenden Münchener Clubs MTV 1879 München und Münchener EV waren zum SCR übergetreten.
Der SC Riessersee trat im Februar 1924 in Oberhof zur Deutschen Meisterschaft an.

## Nordbayerische Meisterschaft
| 13. Januar 1924 9 Uhr | HG Nürnberg Philipp Seuffert | 8:2 | Nürnberger HTC |  |

## Bayerische Meisterschaft
Die gerade gegründete Eishockeyabteilung des 1. FC Nürnberg meldete für die Bayerische Meisterschaft, ohne an der nordbayerischen Meisterschaft teilgenommen zu haben.

### Halbfinale
| 27. Januar 1924 | SC Riessersee | 9:1 | HG Nürnberg | Riessersee, Garmisch |

| 27. Januar 1924 | MTV München von 1879 | 7:0 | 1. FC Nürnberg | Riessersee, Garmisch |

### Spiel um Platz 3
| 27. Januar 1924 | HG Nürnberg | 1:0 | 1. FC Nürnberg | Riessersee, Garmisch |

### Finale
| 27. Januar 1924 | SC Riessersee | Ergebnis unbekannt | MTV München 1879 | Riessersee, Garmisch |